# برانخنووو
برانخنووو (به لهستانی:  Brąchnowo) یک روستا در لهستان است که در گمینا ووبیانکا واقع شده‌است. برانخنووو ۵۰۱ نفر جمعیت دارد.